# Literatura tătarilor crimeeni
Cele mai timpurii opere literare ale tătarilor crimeeni datează din vremea Hoardei de Aur (secolele XIII-XV), în timp ce epoca sa de aur a avut loc în vremea Hanatului Crimeei (secolele XV-XVIII).

## Istorie

### Evul mediu
„Poemul despre Yusuf și Zuleykha” de Mahmud Qırımlı, din secolul al XIII-lea, este considerat drept cea mai veche lucrare în limba tătarilor crimeeni. Printre alți autori importanți ai acelor vremuri s-au numărat Ali (d. 1232), Mahmud (13-14 c.), Mevlana Receb bin Ibrahim (m. 1386), Mevlana Șerefeddin bin Kemal (d. 1438) și Kemal Ummi (d. 1475). 

### Perioada clasică
În perioada Hoardei de Aur, după ce tătarii din Crimeea au adoptat islamul, a început să se formeze poezia divan sau poezia palatului (crimeea: saray edebiyatı). Autorii erau, de obicei, hani și aristocrați. Poeți celebri din acea vreme au fost: Abdul-Mecid Efendi, Usein Kefeviy, Meñli I Giray, Ğazı II Giray, Ramel Hoca, Așıq Ümer, Mustafa Cevheriy, Leyla Bikeç, Așıq Arif, Canmuhammed și Edip Efendi. 
Ğazı II Giray era cunoscut, în special pentru poezia, dragostea pentru literatură și lucrările sale muzicale. Soția lui Bahadır I Giray, Han-zade-hanum, era, de asemenea, o poetă cunoscută. În secolele XV-XVII au apărut antologii de poezie din Crimeea.
Toate operele literare din acea perioadă au fost scrise în grafie arabă. Limba poeziei a fost influențată de arabă și persană, deoarece a folosit rime cu vocale lungi și scurte, în timp ce limbile turcice diferențiau vocalele în acest fel. În același timp, în folclor era folosită o limbă mai colocvială, cu puține împrumuturi (ex. „Çorabatır”, „Kör oğlu”, „Tair ve Zore”).
Alte lucrări includ scrieri despre evenimente istorice și mai multe yarlıq.
După anexarea Crimeei de către Imperiul Rus, în 1783, literatura tătarilor crimeeni a fost înghețată, deoarece principalii patroni ai dezvoltării sale au fost hanii din Crimeea.

### Noua perioada
Renașterea literaturii din Crimeea este strâns legată de Ismail Gasprinsky, cel care a pus bazele povestirii și romanului în literatura tătarilor crimeeni. În ziarul său „Terciman”, Gasprinsky publica lucrări ale unor noi scriitori tătari din Crimeea. Printre poeții de seamă de la începutul secolului al XX-lea s-au numărat: Eșref Șemi-zade, Bekir Çoban-zade, Abdulla Dermenci, Șevqiy Bektöre, Abdulla Latif-zade, Amdi Giraybay. În 1901, Abdulla Özenbașlı a publicat prima operă dramatică în limba tătară crimeeană: „Olcağa çare almaz”.
Procesul literar tătarilor crimeeni a fost întrerupt de deportarea sovietică a tătarilor din Crimeea, în 1944. Din acel moment, până în anii 1970, literatura tătară din Crimeea a fost suprimată, în Uniunea Sovietică.
Printre autorii moderni si numără: Șamil Aladin, Cengiz Dağcı, Ümer İpçi, Yusuf Bolat, Ayder Osman, Ervin Ümerov, Rustem Müyedin, Șakir Selim, Yunus Qandım, Seyran Suleyman, Nuzet Ümerov.